# Вихти
Вихти (фин. Vihti) је град у Финској у округу Нова Земља. Према процени из 2006. у граду је живело 26.427 становника.

## Становништво
Према процени, у граду је 2006. живело 26.427 становника.
| 1990.  | 2000.  |
| ------ | ------ |
| 21.648 | 23.858 |